# Mieczysław Łopatka
Mieczysław Edwin Łopatka (ur. 10 października 1939 w Drachowie) – polski koszykarz i trener koszykarski, czterokrotny olimpijczyk, wychowanek Kolejarza Gniezno.

## Kariera
Jest wychowankiem I Liceum Ogólnokształcącego w Gnieźnie, a swoją karierę zawodniczą rozpoczął w „Kolejarzu” Gniezno a następnie był jednym z najlepszych polskich koszykarzy lat sześćdziesiątych. Był medalistą mistrzostw Polski oraz Europy. Czterokrotnie sięgał po tytuł najlepszego strzelca ligi, był też dwukrotnie wybierany najlepszym zawodnikiem sezonu. Strzelec zarówno ligowy jak i reprezentacyjny. Podczas sezonu 1962/63 ustanowił rekord strzelecki polskiej ligi, notując w spotkaniu z AZS-em Gdańsk 77 punktów. Siedem lat później rekord ten został pobity przez Edwarda Jurkiewicza (84 punkty), a po następnych 12 latach przez Mieczysława Młynarskiego (90 punktów). Drugą najwyższą w swojej karierze zdobycz punktową (53) uzyskał w spotkaniu przeciw Koronie Kraków w 1969 roku.
W latach 1960–1972 236 razy wystąpił w reprezentacji Polski zdobywając 3522 punkty. Jako jedyny do tej pory polski koszykarz czterokrotnie uczestniczył w igrzyskach olimpijskich: w Rzymie w 1960 (7. miejsce), Tokio w 1964 (6. miejsce), Meksyku w 1968 (6. miejsce; z 173 pkt. został czwartym strzelcem turnieju) i Monachium w 1972 (10. miejsce).
Wiele sukcesów odniósł w mistrzostwach Europy. Był trzykrotnym medalistą: srebrnym we Wrocławiu (1963) i brązowym w Moskwie (1965) i Helsinkach (1967). Na Mistrzostwach Świata w 1967, gdzie polska drużyna zajęła 5. miejsce, został królem strzelców.
W 1968 roku miał wyjechać do Belgii, aby zasilić szeregi zespołu Standard Liège. Kontrakt czekał tam już na jego podpis. Niestety polskie władze nie wydały mu paszportu na czas, miał go otrzymać do 31 sierpnia, a otrzymał 1 września, co przekreśliło automatycznie jego wyjazd. Kraj opuścił w 1972 roku, wyjeżdżając do Francji, gdzie spędził kolejne 4 lata w roli grającego trenera.
W 1969 roku wystąpił na III Festiwalu FIBA, reprezentując zespół gwiazd Europy, którego trenerem został Witold Zagórski. Drużyna ta pokonała w Belgradzie reprezentację Jugosławii 93 – 90.
Po zakończeniu kariery został trenerem. Prowadzona przez Łopatkę drużyna Śląska Wrocław osiem razy zdobyła mistrzostwo Polski.

## Osiągnięcia

### Klubowe
- Mistrz:
  - Polski (1965, 1970)[5]
  - III ligi francuskiej (1973)[4]
- Wicemistrz:
  - Polski (1961, 1963–1964, 1972)[5]
  - III ligi francuskiej (1975)[6]
- 5-krotny brązowy medalista mistrzostw Polski (1959, 1966–1967, 1969, 1971)[5]
- Zdobywca Pucharu Polski (1972)[5]
- Finalista Pucharu Polski (1971)[5]
- 4-krotny lider strzelców polskiej ligi (1961, 1963, 1966-67)[5]
- 2-krotnie uznawany zawodnikiem roku polskiej ligi (MVP – 1965, 1969)[5]
- Reprezentował barwy Gwiazd Europy w spotkaniu przeciw reprezentacji Jugosławii, na III Festiwalu FIBA w 1969 roku[5]

### Reprezentacja
- Wicemistrz Europy (1963)[4]
- Brązowy medalista mistrzostw Europy (1965, 1967)[4]
- Zdobywca Pucharu Narodów (1966 – Francja)[7]
- Uczestnik:
  - igrzysk olimpijskich (1960 – 7. miejsce, 1964 – 6. miejsce, 1968 – 6. miejsce, 1972 – 10. miejsce)[5][2]
  - mistrzostw Europy (1963, 1965, 1967)[5]
  - mistrzostw świata (1967 – 5. miejsce)[4]
- Lider:
  - strzelców mistrzostw świata (1967)[8]
  - kwalifikacji olimpijskich w skuteczności rzutów wolnych (1968 – 89,3%)[9]
- Zaliczony do I składu mistrzostw świata (1967)

### Trenerskie
- Mistrz:
  - Polski (1977, 1979–1981, 1991, 1992, 1993, 1994)[10]
  - III ligi francuskiej (1973)[4]
- Wicemistrz:
  - Polski (1978)
  - III ligi francuskiej (1975)[6]
- Brązowy medalista mistrzostw Polski (1982)[10]
- 3-krotny zdobywca Pucharu Polski (1977, 1980, 1992)

### Odznaczenia i wyróżnienia
- Brązowy Medal za Wybitne Osiągnięcia Sportowe (1967)[11]
- Honorowy obywatel Środy Śląskiej (2012)[12] i Gniezna (2014)[13].
- Postanowieniem prezydenta RP Bronisława Komorowskiego z 30 czerwca 2015 został odznaczony Krzyżem Kawalerskim Orderu Odrodzenia Polski za wybitne zasługi w działalności na rzecz polskiego ruchu olimpijskiego[14].
- 2018: nadanie imienia hali widowiskowo-sportowej przy ul. Sportowej 3 w Gnieźnie[15]
- 2020: FIBA Hall of Fame[16]

## Inne źródła
- Łaszkiewicz K., Polska koszykówka męska 1928–2004, Wydawnictwo Pozkal, Inowrocław 2004, ISBN 83-89390-20-5.